# Ordre de bataille confédéré de Chantilly
L'ordre de bataille confédéré de Chantilly présente les unités et commandants de l'armée des États confédérés qui ont combattu lors de la bataille de Chantilly de la guerre de Sécession le 1er septembre 1862. L'ordre de bataille de l'Union est indiqué séparément.

## Abréviations utilisées

### Grade militaire
- Major général
- Brigadier général
- Colonel
- Lieutenant-colonel
- Commandant
- Capitaine
- Premier lieutenant

### Autre
- (b) = blessé
- mb = mortellement blessé
- † = tué
- (PDG) = capturé

## Armée de Virginie du Nord

### Aile Gauche
MG Thomas Jackson
| Division                                                   | Brigade                                                                   | Régiments et autres |
| ---------------------------------------------------------- | ------------------------------------------------------------------------- | --- |
| Division de Jackson Brigadier général William E. Starke    | Brigade de Winder Colonel Andrew J. Grigsby                               | - 2nd Virginia - 4th Virginia,(p1451) - 5th Virginia - 27th Virginia - 33rd Virginia |
| Division de Jackson Brigadier général William E. Starke    | Brigade de Jones Colonel Bradley T. Johnson                               | - 21st Virginia(p38) - 42nd Virginia - 48th Virginia - 1st Virginia Battalion |
| Division de Jackson Brigadier général William E. Starke    | Brigade de Taliaferro Colonel Alexander G. Taliaferro                     | - 47th Alabama - 48th Alabama - 10th Virginia - 23rd Virginia - 37th Virginia |
| Division de Jackson Brigadier général William E. Starke    | Brigade de Starke Colonel Leroy A. Stafford                               | - 1st Louisiana - 2nd Louisiana - 9th Louisiana - 10th Louisiana - 15th Louisiana - Bataillon de Louisiane de Coppens |
| Division de Jackson Brigadier général William E. Starke    | Artillerie Commandant Lindsay M. Shumaker                                 | - Deuxième artillerie légère de Baltimore - Artillerie d'Allegheny (Virginie) - Artillerie d'Hampden (Virginie) - Batterie de Cutshaw (Virginie) - Artillerie de Rockbridge (Virginie) - Artillerie de Lee de Lynchburg (Virginie) - Artillerie de Danville (Virginie) - Artillerie de la 8e étoile (Virginie) - Artillerie de Winchester (Virginie) |
| Division légère d'A. P. Hill Major général Ambrose P. Hill | Brigade de Branch Brigadier général Lawrence O'Bryan Branch(p154)         | - 7th North Carolina - 18th North Carolina(p128) - 28th North Carolina - 33rd North Carolina - 37th North Carolina |
| Division légère d'A. P. Hill Major général Ambrose P. Hill | (vieille) Brigade d'Anderson Colonel Edward L. Thomas(p154)               | - 14th Georgia - 35th Georgia - 45th Georgia - 49th Georgia |
| Division légère d'A. P. Hill Major général Ambrose P. Hill | Brigade de Pender Brigadier général William D. Pender(p154)               | - 16th North Carolina - 22nd North Carolina - 34th North Carolina - 38th North Carolina |
| Division légère d'A. P. Hill Major général Ambrose P. Hill | Brigade de Gregg Brigadier général Maxcy Gregg(p154)                      | - 1st South Carolina(p691-692) - 1st South Carolina (Orr's Rifles)(p682-683) - 12th South Carolina(p692-693) - 13th South Carolina(p694-695) - 14th South Carolina(p696-697) |
| Division légère d'A. P. Hill Major général Ambrose P. Hill | Brigade d'Archer Brigadier général James J. Archer                        | - 5th Alabama Battalion - 19th Georgia - 1st Tennessee (Provisional Army) - 7th Tennessee - 14th Tennessee |
| Division légère d'A. P. Hill Major général Ambrose P. Hill | Brigade de Field Colonel John M. Brockenbrough                            | - 40th Virginia - 47th Virginia - 55th Virginia(p128) - 22nd Virginia Battalion |
| Division légère d'A. P. Hill Major général Ambrose P. Hill | Artillerie Lieutenant-colonel R. Lindsay Walker                           | - Artillerie de Branch (Caroline du Nord) - Artillerie de Pee Dee (Caroline du Sud) - Artillerie de Crenshaw (Virginie) - Artillerie de Fredericksburg (Virginie) - Artillerie de Middlesex (Virginie) - Artillerie de Purcell (Virginie) - Artillerie de Letcher (Virginie )                                                                        |
| Division d'Ewell Brigadier général Alexander R. Lawton     | Brigade de Lawton Colonel Marcellus Douglass                              | - 13th Georgia - 26th Georgia - 31st Georgia - 38th Georgia - 60th Georgia - 61st Georgia |
| Division d'Ewell Brigadier général Alexander R. Lawton     | Brigade de Trimble Capitaine William F. Brown (†) Colonel James A. Walker | - 15th Alabama - 12th Georgia - 21st Georgia - 21st North Carolina - 1st North Carolina Battalion Sharpshooters |
| Division d'Ewell Brigadier général Alexander R. Lawton     | Brigade d'Early Brigadier général Jubal A. Early                          | - 13th Virginia - 25th Virginia - 31st Virginia - 44th Virginia - 49th Virginia - 52nd Virginia - 58th Virginia |
| Division d'Ewell Brigadier général Alexander R. Lawton     | Brigade de Hays Colonel Henry B. Strong                                   | - 5th Louisiana - 6th Louisiana - 7th Louisiana - 8th Louisiana - 14th Louisiana |
| Division d'Ewell Brigadier général Alexander R. Lawton     | Artillerie Commandant Alfred R. Courtney                                  | - Artillerie de la garde d’Aquin (Louisiane) - Artillerie de Dement (Maryland) - Artillerie de Chesapeake (Maryland) - Artillerie de Johnson (Virginie) - Artillerie de Courtney (Virginie) - Artillerie de Staunton (Virginie) |

### Cavalerie
| Division                                       | Brigade                                                     | Régiments et autres |
| ---------------------------------------------- | ----------------------------------------------------------- | --- |
| Division de Stuart Major général J.E.B. Stuart | Brigade de Robertson Brigadier général Beverly H. Robertson | - 2nd Virginia - 6th Virginia - 7th Virginia - 12th Virginia - 17th Virginia Battalion                                    |
| Division de Stuart Major général J.E.B. Stuart | Brigade de Lee Brigadier général Fitzhugh Lee               | - 1st Virginia - 3rd Virginia - 4th Virginia - 5th Virginia - 9th Virginia                                                |
| Division de Stuart Major général J.E.B. Stuart | Brigade de Hampton Brigadier général Wade Hampton           | - 1st North Carolina - 2nd North Carolina - 10th Virginia - Légion de Cobb (Géorgie) - Légion de Jeff Davis (Mississippi) |
| Division de Stuart Major général J.E.B. Stuart | Artillerie montée                                           | - Artillerie de Hart (Caroline du Sud) - Première artillerie de Stuart (Virginie)                                         |